# Comuna Czersk
Comuna Czersk (poloneză gmina Czersk) este o comună rurbană din powiat-ul chojnicki, voievodatul Pomerania, din partea septentrională a Poloniei. Sediul administrativ este orașul Czersk. Conform datelor din 2006 comuna avea 20.380 de locuitori. Întreaga suprafață a comunei Czersk este 379,85 km².
În comuna sunt 17 sołectwo-uri: Będźmierowice, Gotelp, Gutowiec, Klaskawa, Krzyż, Kurcze, Lipki, Łąg, Łąg-Kolonia, Łubna, Malachin, Mokre, Odry, Rytel, Wieck, Zapędowo și Złotowo. Comuna învecinează cu două comune ale powiat-ului chojnicki (Brusy și Chojnice, două comune ale powiat-ului kościerski (Karsin și Stara Kiszewa), trei comune ale powiat-ului starogardzki (Kaliska, Osieczna și orașul Czarna Woda) și două comune ale powiat-ului tucholski din voievodatul Cuiavia și Pomerania (Śliwice și Tuchola).
Înainte de reforma administrativă a Poloniei din 1999, comuna Czersk a aparținut voievodatului Bydgoszcz.